# Schlüsselwerk

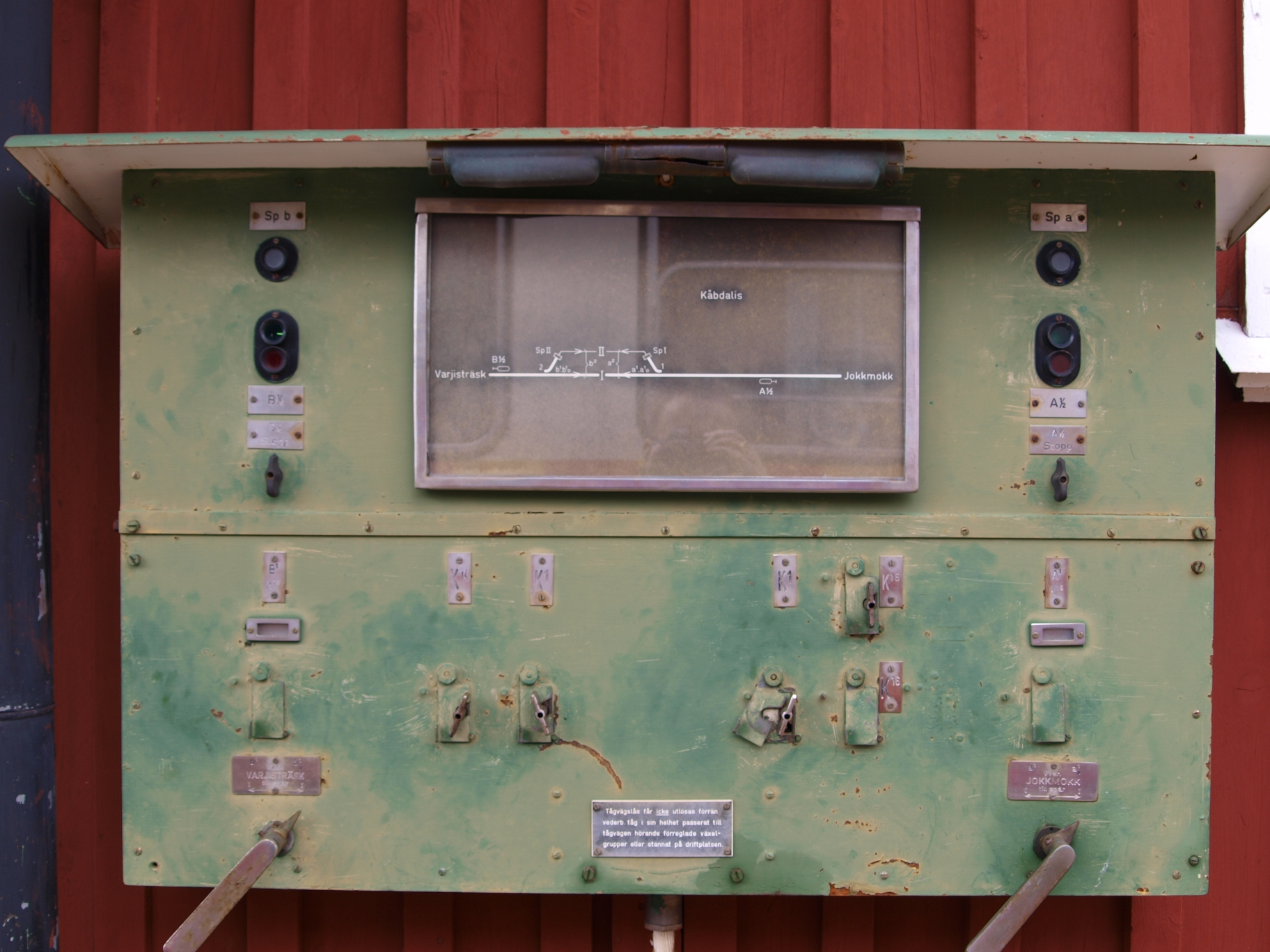
Zentralschloss (centrallås) mit Signalbedienung im unbesetzten Bahnhof Kåbdalis (Schweden)

Das Schlüsselwerk oder Zentralschloss ist ein Element der Zugsicherung, mit dem die Sicherung voneinander ausschließenden Fahrstraßen von Zügen auf technisch einfache und kostengünstige Art über in einem Riegelkasten eingeschlossene Schlüssel realisiert werden kann. Im Gegensatz zu Hilfsmitteln wie Schlüsselbrettern ist mit einem Schlüsselwerk die volle Signalabhängigkeit realisierbar.

## Funktionsweise
Im Gegensatz zum Stellwerk werden beim Schlüsselwerk die Abhängigkeiten zu den Fahrwegelementen nicht über direkte Verbindungen zwischen den Bedien- oder Schalteinrichtungen, sondern mit Hilfe von in der gesicherten Gleisanlage eindeutigen Schlüsseln hergestellt. Dazu werden an Orts- oder Fernstelleinrichtungen von Weichen, Gleissperren, Schrankenwinden, aber auch an anderen Fahrweghindernissen wie beweglichen Brücken oder auch Toren Schlösser angebracht, deren Schlüssel sich nur abziehen lassen, wenn sich das betreffende Fahrwegelement in der gewünschten Lage befindet. Bei Weichen und Gleissperren gibt es dabei, wenn erforderlich, für jede Endlage einen separaten Schlüssel.
Das Schlüsselwerk stellt hier die Abhängigkeit zwischen den Fahrwegelementen her und enthält dazu eine Vielzahl an Schlössern, die zueinander mittels Schubstangen in Abhängigkeit stehen. Häufig sind Schlüsselwerke tabellenförmig aufgebaut. Von den Schlüsseln der Fahrwegelemente werden dabei senkrechte Schieber bewegt, während die sogenannten Fahrstraßenschlüssel waagerechte Schieber bewegen. Dabei werden die beiden Arten von Schiebern über Verschlussstücke je nach Bedarf voneinander abhängig gemacht. Konkret bedeutet das, dass sich ein Fahrstraßenschlüssel nur bewegen und abziehen lässt, wenn sich alle über die Verschlussstücke festgelegten Schlüssel im Schlüsselwerk befinden. Gleichzeitig werden diese durch das Abziehen des Fahrstraßenschlüssels festgelegt und ein Entfernen dieser Schlüssel verhindert.
Außerdem sind auch Abhängigkeiten zwischen den Fahrstraßenschlüsseln möglich, so dass auch zusätzliche Fahrstraßenausschlüsse (zum Beispiel Verhinderung einer gleichzeitigen Einfahrt von beiden Seiten in dasselbe Gleis) einfach realisiert werden können. Manche Schlüsselwerkbauarten besitzen außerdem die Möglichkeit, diese mit Blockfeldern zu koppeln und so auch direkte Abhängigkeiten des Schlüsselwerks mit anderen Schlüsselwerken oder Stellwerken des Bahnhofes zu realisieren. Für die Verbindung mit elektrisch gestellten Fahrwegelementen werden Schlüsselsperren benutzt.

## Verwendung
Schlüsselwerke lassen sich sehr vielseitig einsetzen. Die Bandbreite reicht von der Sicherung von einfachen Anschlussstellen bis zu komplexen Bahnhöfen mit ortsgestellten Weichen, aber auch für die Herstellung von Abhängigkeiten innerhalb von Stellwerksanlagen können Schlüsselwerke eingesetzt werden. Typische Anwendungsgebiete waren neben einfachen Betriebsverhältnissen Bauzustände und Ersatzmaßnahmen im Katastrophen- oder Kriegsfall.
In der einfachsten Bauform zur Sicherung von Anschlussstellen enthält das Schlüsselwerk nur einen Fahrstraßenschlüssel, der in abgezogenem Zustand den Weichenschlüssel des Streckengleises sowie den Schlüssel der Flankenschutzweiche oder Gleissperre festhält. Im Zugleitbetrieb werden Schlüsselwerke häufig als einzige technische Fahrwegsicherung in den Bahnhöfen eingesetzt. Hier können neben dem Fahrweg durch das durchgehende Hauptgleis auch weitere Fahrwege über Fahrstraßenschlüssel gesichert werden. Im Grundzustand ist der Fahrweg durch das durchgehende Hauptgleis oder bei Verwendung von Rückfallweichen auf die beiden Einfahrgleise gestellt und der zugehörige Fahrstraßenschlüssel abgezogen. Der Zugführer jedes Zuges erhält bei Befahren der Strecke den sogenannten Zugführerschlüssel, mit dem er bei Bedarf das Fahrstraßenschloss des Schlüsselwerks aufsperren kann.
Aber auch in komplexeren Bahnhöfen, die dauerhaft mit einem Fahrdienstleiter besetzt sind, können Schlüsselwerke eingesetzt werden.
Meist sind diese Bahnhöfe mit Einfahrsignalen ausgestattet. Bei Formsignalen sind dabei in oder vor dem Stellwerk Signalhebel mit Helbelschlössern angeordnet, die mit Hilfe des entnommenen Fahrstraßenschlüssels aufgeschlossenen und umgelegt werden können. Bei Lichtsignalen wird der Fahrstraßenschlüssel, wenn die Abhängigkeiten nicht blockelektrisch realisiert sind, in eine elektrische Schlüsselsperre eingeschlossen. Die Schlüsselsperre hält den eingeschlossenen Fahrstraßenschlüssel fest, realisiert damit die Fahrstraßenfestlegung und ihre Kontakte lösen in der Signalschaltung die Fahrtstellung aus. Ausfahrsignale sind meistens nicht aufgestellt, stattdessen wird die Zustimmung zur Ausfahrt eines Zuges mit Hilfe eines Befehlsstabes (Deutschland) oder mündlich/fernmündlich (Österreich) erteilt.
Die Weichen sind bei solchen Anordnungen häufig ortsbedient, sie werden durch den Fahrdienstleiter, in größeren Bahnhöfen oder bei lebhaftem Betrieb auch durch besondere Außenweichenwärter umgestellt und mit Handverschlüssen verschlossen. Selten findet man allerdings auch Anordnungen, bei denen alle Weichen und Signale elektrisch oder mechanischen ferngestellt sind, die Abhängigkeit zwischen den Weichen und Signalen allerdings über Schlüssel und eines oder mehrere Schlüsselwerke hergestellt wird. Ein Beispiel an einer Hauptbahn mit durchgehend elektrisch gestellten Außenanlagen ist der Bahnhof Schleife an der Bahnstrecke Berlin–Görlitz.
Bei großen Bahnhöfen ist auch die Verbindung der Schlüsselwerke mit Feldern des Bahnhofsblocks möglich, so dass Abhängigkeiten zwischen den verschiedenen Schlüsselwerken und Stellwerken des Bahnhofs hergestellt werden können. Hier werden die Weichen dann von Weichenwärtern gestellt. Während diese Anordnung in Deutschland nur noch auf wenigen Bahnhöfen zu finden ist, sind Zentralschlösser mit ortsgestellten Weichen und Lichtsignalstellern beziehungsweise einer Hebelbank für die Signalhebel in Österreich noch auf vielen weniger befahrenen Strecken anzutreffen.
Darüber hinaus gibt es noch weitere spezielle Anwendungsfälle, wie zum Beispiel die Herstellung von zusätzlichen Abhängigkeiten bei der Durchschaltung von mechanischen Stellwerken.

## Bauarten

### Schlüsselwerk gemäß Einheitszeichnung (Deutschland)
Die Schlüsselwerke gemäß Einheitszeichnung wurden in zwei Grundformen hergestellt:
- Als Wandschlüsselwerk mit Werkschlössern auf der linken, rechten und der oberen Seite
- Als freistehendes Schlüsselwerk mit Werkschlössern auf der linken und rechten Seite, sowie einem oben aufgebauten Blockwerk

Als Besonderheit dieser Bauform wurden die Werksschlösser der waagrechten Schieber abwechselnd am linken und am rechten Rand verbaut. Bei der Grundform als Wandschlüsselwerk ohne Blockschloss dienten die waagrechten Schieber ausschließlich für Weichen und Gleissperren und die senkrechten Schieber für Signale bzw. deren Fahrstraßen. Bei der Grundform mit Blockwerk waren die senkrechten Schieber mit den Blockfeldern verbunden, die waagrechten dienten für Signale und Weichen.

### Einheitsschlüsselwerk (Deutschland)

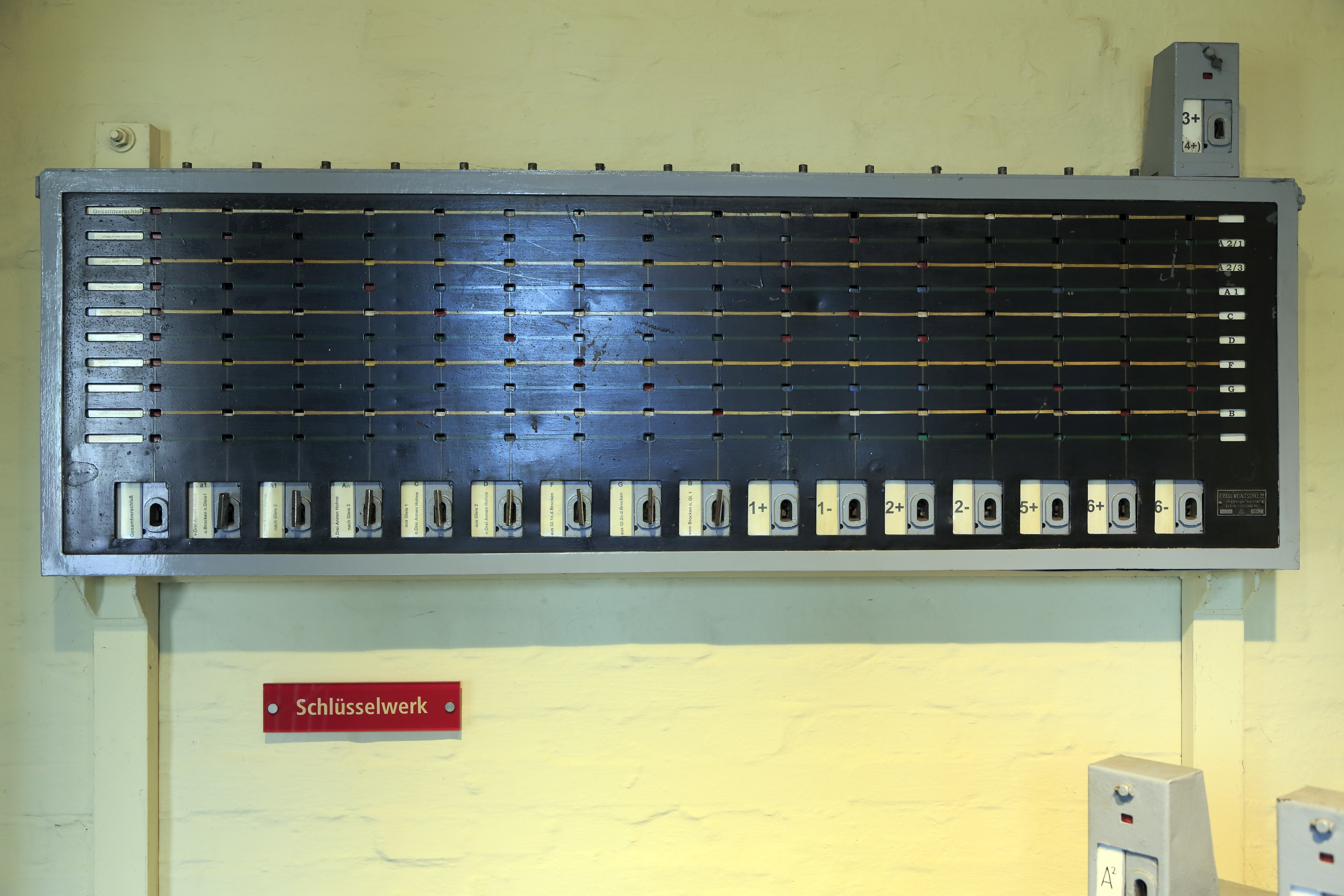
Schlüsselwerk vom Bahnhof Schierke

Mit dem Einheitsschlüsselwerk, Schlüsselwerk der Einheitsform oder Einreihenschlüsselwerk konnte eine größere Anzahl von ortsgestellten Weichen bei einfachen betrieblichen Verhältnissen im Regelbetrieb oder bei Bauzuständen gesichert und eine Signalabhängigkeit hergestellt werden. Es wurde auch in Stellwerken mit fernbedienten Weichen als Verschlusskasten- bzw. Fahrstraßenschaltungsersatz verwendet. Über Schlüsselsperren sind auch elektrisch ferngestellte Weichen einzubinden.
Das Schlüsselwerk wurde in vier Größen mit 4, 8, 12 und 16 Werkschlössern und 4, 6, 8 und 10 Fahrstraßenschubstangen hergestellt. Für Anwendungen mit noch mehr Werkschlössern können zwei Schlüsselwerke gekuppelt werden. Für jede Fahrstraße gibt es eine farbige waagerechte Linie mit Löchern. Hinter jedem Loch liegt eine farbige Markierung des Weichenschiebers, die entweder die Farbe der Linie einnimmt oder rot ist. Wenn die richtigen Schlüssel für eine Fahrstraße eingeschlossen sind, ist die Linie der jeweiligen Fahrstraße durchgängig. Dann kann das betreffende Fahrstraßenwerkschloss verschlossen und der Schlüssel entnommen werden. Dieser Zustand entspricht dem Fahrstraßenverschluss in anderen Stellwerksbauarten. Wenn ein Fahrstraßenwerkschloss nicht verschließbar ist, kann der Bediener anhand der roten Stellen in der dazugehörenden Linie erkennen, welche Weichenschlüssel noch fehlen oder eingeschlossen werden müssen. Zusätzlich gibt es noch 16 weitere Schieber, die nach oben ausgeführt sind. Über sie können Abhängigkeiten zu einem auf das Schlüsselwerk aufgesetzten Blockaufsatz für den Bahnhofs- oder Streckenblock hergestellt oder zusätzliche Werkschlösser für weitere Weichen angebaut werden.

#### Innerer Aufbau

Funktionsprinzip eines Schlüsselwerkes (vereinfacht)

Das Einheitsschlüsselwerk besteht aus einer Reihe Werkschlösser und dem Verschlussregister. Dieses ist frei belegbar, damit sind Einheitsschlüsselwerke für Bauzustände vorhalt- und bedarfsweise bestückbar. Fahrstraßenschlüssel werden in Deutschland grün, Signalschlüssel (in Kombination mit der Fahrstraße) rot und Weichen-/ Gleissperrenschlüssel blau gekennzeichnet. An den Schließriegel jedes Werkschlosses ist ein vertikaler Schieber angeschlossen, der als Weichen- (in der Skizze gelb) oder Fahrstraßenschieber genutzt werden kann. Auf dem Schieber können verschiedene Verschlussstücke zur Realisierung von Abhängigkeiten (grau) und Fahrstraßenausschlüssen angebracht werden. Ist der Schlüssel eingeschlossen, so befindet sich der Schieber oben, ist das Werkschloss verschlossen und der Schlüssel damit entnehmbar, befindet sich der Schieber in der unteren Lage. Bei Fahrstraßenschlössern ist an den Schieber über ein Winkelhebel (grün) die Fahrstraßenschubstange (hellgrün) angeschlossen. Auf der Fahrstraßenschubstange befinden sich Zähne (grau), die gemeinsam mit den Verschlussstücken die Ausschlüsse realisieren.
Zu jedem Werkschloss gehört ein Handverschluss eines Außenanlagenteils oder einer Schlüsselsperre mit derselben Schlüsselform. Jede Schlüsselform darf abgesehen von dieser Gemeinsamkeit in einem Bahnhof nur einmal auftreten. In Grundstellung sind sämtliche Weichen-, Gleissperren- und sonstigen Außenanlagenschlüssel in den Schlössern an diesen Einrichtungen eingeschlossen und diese damit frei bedienbar. Die Fahrstraßenschlüssel sind in den Werkschlössern eingeschlossen und nicht entnehmbar. Bei der Fahrstraßenbildung bringt der Bediener die Außenanlagen in die erforderliche Lage, verschließt sie, bringt die Schlüssel in den Bedienraum und schließt sie in die dazugehörenden Werkschlösser ein.
Wird ein Fahrstraßenschlüssel ausgeschlossen, bewegt sich der Fahrstraßenschieber nach unten und die Fahrstraßenschubstange nach rechts. Das funktioniert allerdings nur, wenn kein Verschlussstück im Weg ist, denn sonst werden beide Schieber und der Schlüssel blockiert.
Im Beispiel (Skizze) ist die Gleissperre 1 (mit Folgeabhängigkeit zur Weiche 3) aufgelegt und verschlossen, die Verschlussstücke sind für keine der Fahrstraßen ein Hindernis. Soll die Fahrstraße b eingestellt werden (unterster Fahrstraßenschieber), dann muss die Weiche 1 in Minusstellung stehen. Die Weiche muss also in diese Stellung gebracht und verschlossen und dann der Schlüssel 1− in das entsprechende Werkschloss des Schlüsselwerkes eingeschlossen werden. Dann nimmt das Verschlussstück die obere Lage ein und die Fahrstraßenschubstange wird frei, der Fahrstraßenschlüssel kann entnommen werden. Gleichzeitig schiebt sich aber der Zahn des Fahrstraßenschiebers unter das Verschlussstück und hält damit die Schieber und Schlüssel der für die Fahrstraße gesicherten Weichen und Gleissperren fest. Erst wenn der Fahrstraßenschlüssel wieder ins Schlüsselwerk eingeschlossen wird, können diese wieder ausgeschlossen werden.

### Schlosskombination (Deutschland)

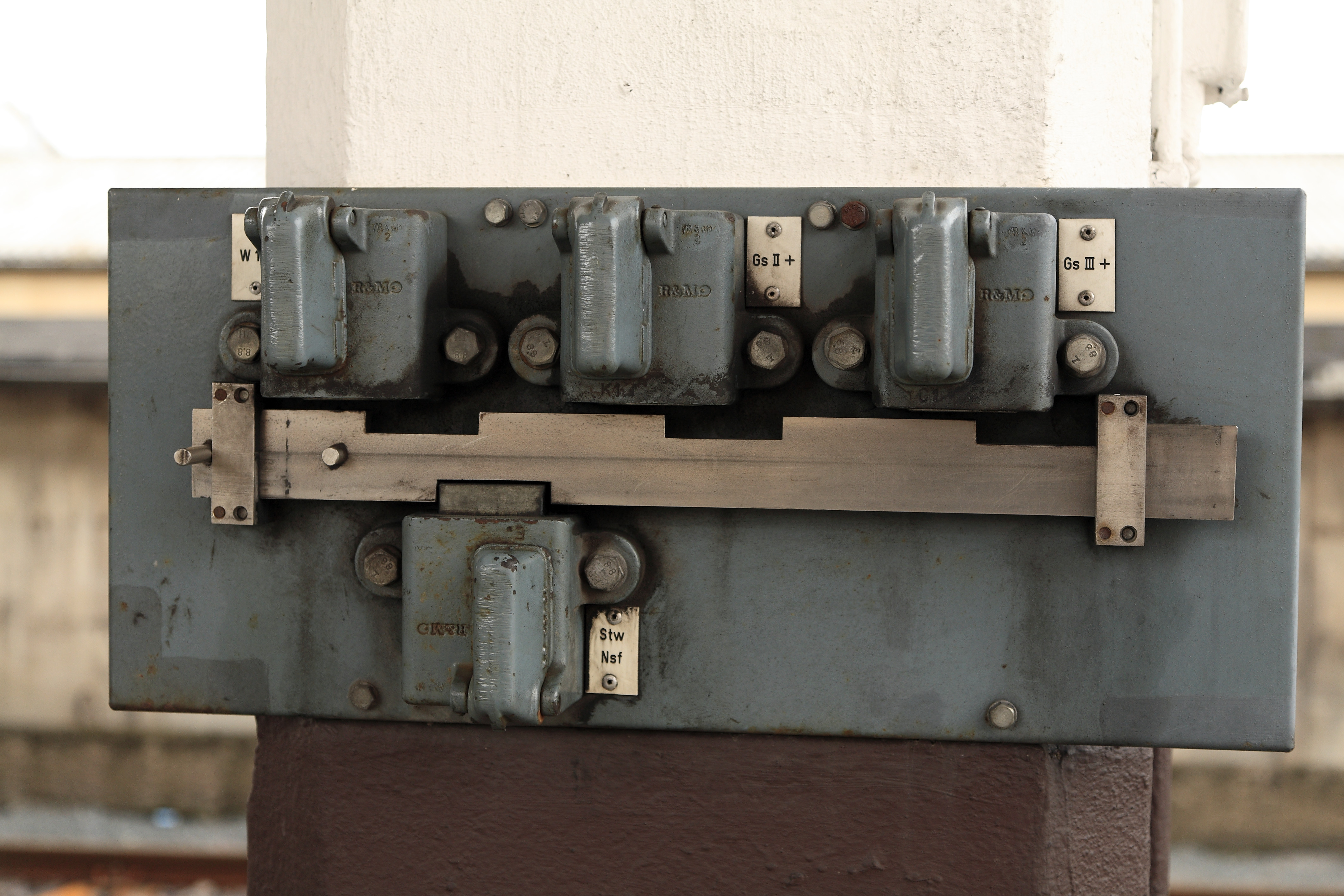
Schlosskombination mit drei Abhängigkeitsschlössern (oben) und dem Fahrstraßenschloss (unten)

Kleine Schlüsselwerke für eine einzige Abhängigkeit werden häufig aus einer Kombination von einzelnen Schlössern und von aus Metall passend ausgeschnittenen Schiebern zusammengestellt, die auf einer Montageplatte montiert werden.
Schlosskombinationen werden auch für die Sicherung beweglicher Fahrwegelemente bei temporären Bauzuständen eingesetzt.

### Mechanische Mehrfachschlüsselsperre (Deutschland)

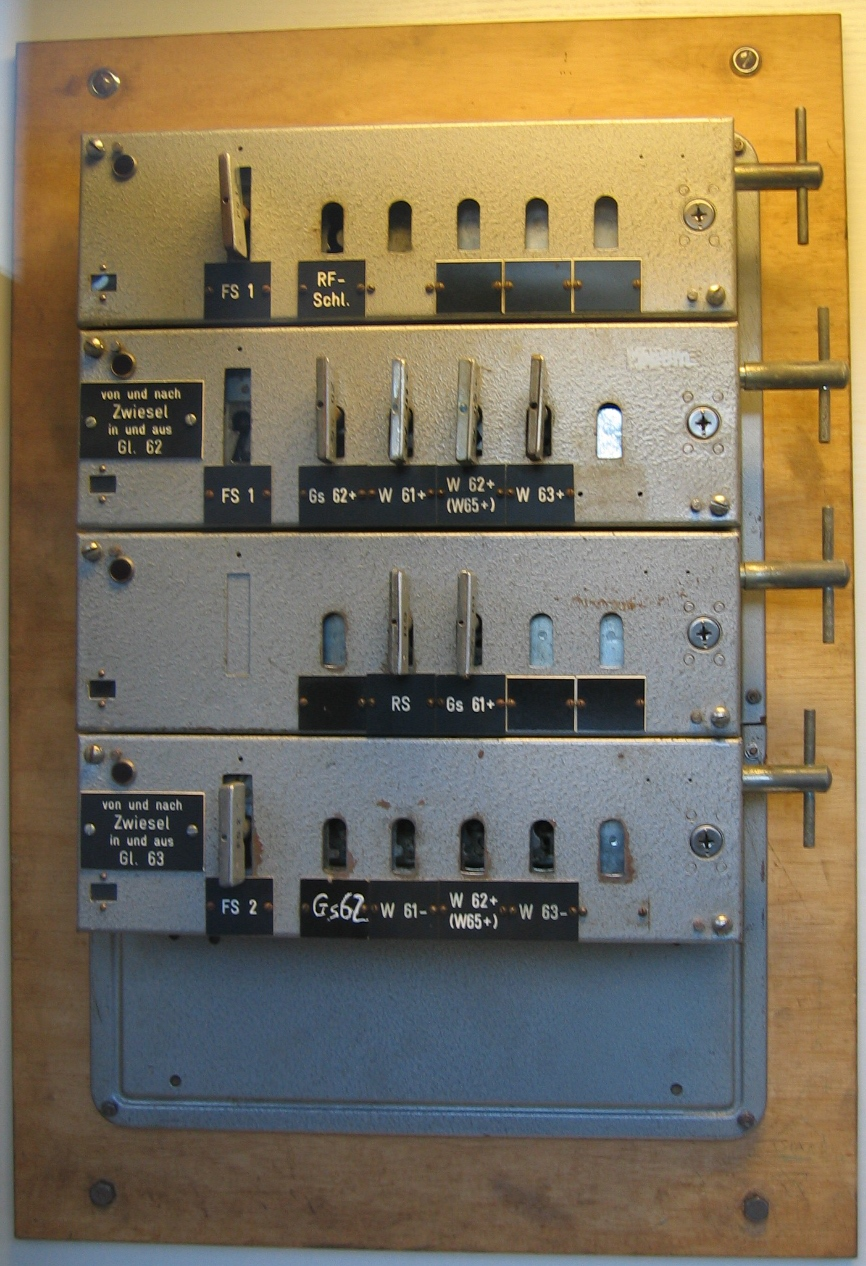
Schlüsselwerk aus Daum-Schlüsselsperren

Für kleine Bahnhöfe mit wenigen beweglichen Fahrwegelementen oder einfache Anschlussstellen sind Einreihenschlüsselwerke zu groß bzw. zu aufwendig. Alternativ lassen sich auch Mehrfachschlüsselsperren einsetzen. Mit diesen kann eine Reihe von Schlüsseln mit einem Gesamtverschluss mechanisch festgelegt werden.
Die Firma F.W. Daum hat eine Mehrfachschlüsselsperre (auch Daum-Schlüsselsperre oder Daumsches Schlüsselwerk) entwickelt, bei der immer fünf Schlüssel durch einen Gesamtverschluss festgelegt werden können. Hierfür müssen alle vorgesehenen Schlüssel eingeführt und gedreht sein, worauf der seitliche Schieber bewegt werden kann. Damit sind die Schlüssel festgelegt und der ganz linke Schlüssel des Gesamtverschlusses kann entnommen werden. Dieser wird verwahrt bzw. für weitere Abhängigkeiten genutzt. Werden mehrere, verschiedene Verschlüsse benötigt, können mehrere Mehrfachschlüsselsperren eingesetzt werden. Hierbei bestehen zwischen den Daum-Schlüsselsperren keine Abhängigkeiten untereinander, Fahrstraßenausschlüsse können also auf einfachem Weg nicht realisiert werden. Zwei oder mehrere Schlüsselsperren können allerdings kombiniert werden, um die Zahl der zu sperrenden Schlüssel zu erhöhen. Dabei sperrt ein Fahrstraßenschlüssel dann alle Weichenschlüssel von mehreren zusammenarbeitenden Sperren, wie hier im Bild bei den beiden mittleren Schlüsselsperren zu sehen.
Der Einsatz ist daher nur bei sehr einfachen Verhältnissen möglich. Hier wird in der Regel pro Fahrweg eine Schlüsselsperre angeordnet. Häufig werden dabei die Fahrwege der beiden Bahnhofsköpfe zusammengefasst mit einem Fahrstraßenschlüssel abgesperrt, so dass bei einem abgezogenen Fahrstraßenschlüssel grundsätzlich eine Durchfahrt durch den Bahnhof möglich ist.
Eingesetzt werden Mechfachschlüsselsperren häufig in Verbindung mit einer elektrischen Schlüsselsperre. In diese kann der Schlüssel des Gesamtverschlusses verschlossen werden. Damit ist sichergestellt, dass alle dazugehörenden Fahrwegelemente in der geforderten Lage stehen und in dieser festgehalten werden.

### Zentralschloss (Österreich)

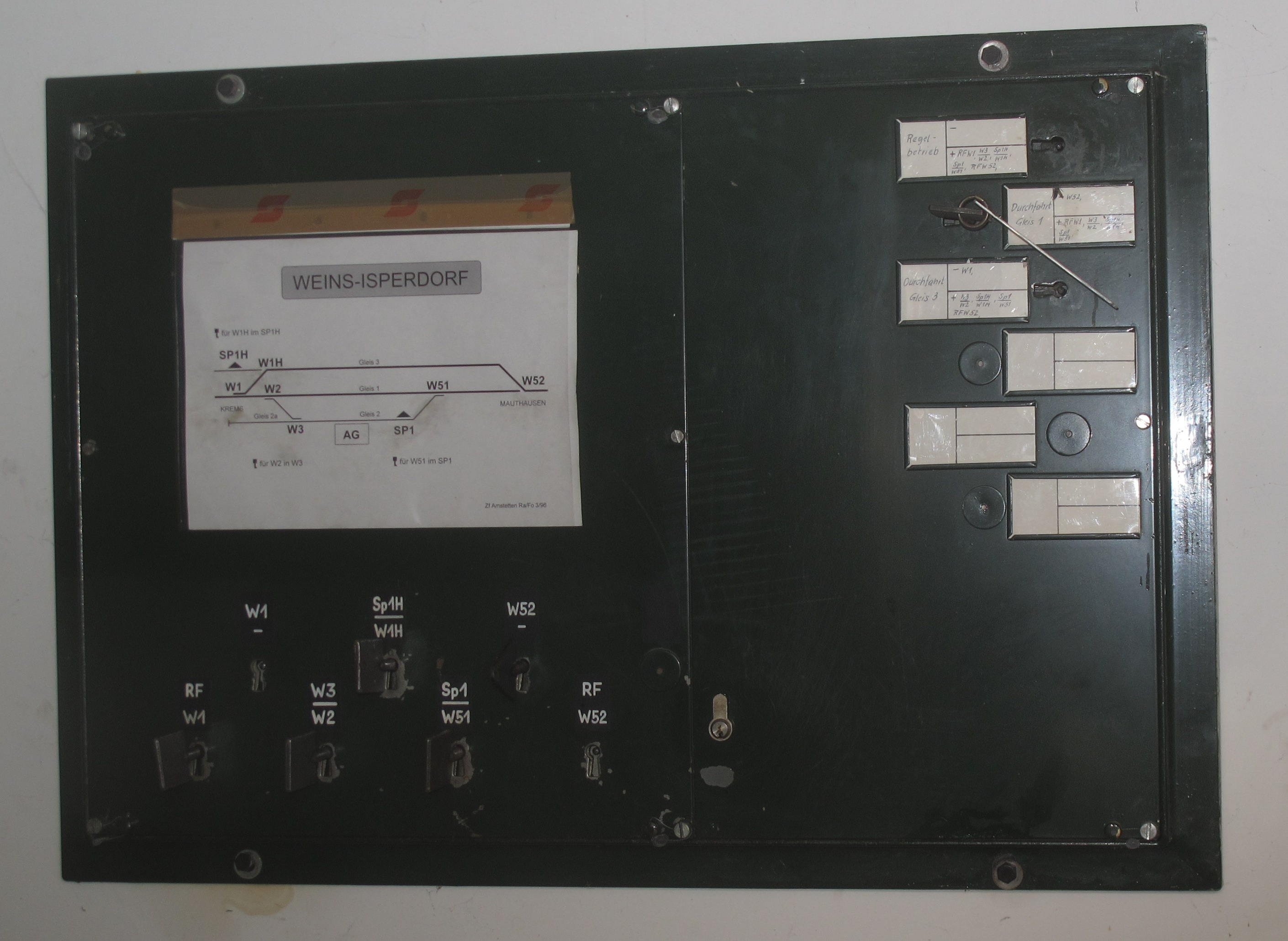
Österreichisches Zentralschloss

Das österreichische Zentralschloss ähnelt vom Aufbau her dem deutschen Einheitsschlüsselwerk. Allerdings sind die Fahrstraßenschlösser hier nicht neben den Weichenschlössern angebracht, sondern übereinander am rechten Rand des Zentralschlosses. Die Fahrstraßenschieber werden dadurch direkt von den Fahrstraßenschlüsseln betätigt und nicht indirekt über Winkelhebel.
Durch die kleinere Bauform der österreichischen Schlösser und Schlüssel sowie durch eine versetzte Anordnung ist das österreichische Zentralschloss außerdem wesentlich kompakter als das Einheitsschlüsselwerk.
Gebaut wurden die Zentralschlösser in vielen verschiedenen Größen. Eines der größten Exemplare hat 22 Fahrstraßen- und 44 Weichenschlösser.
Eine direkte Verbindung mit Blockfeldern für den Bahnhofsblock ist nicht möglich. Zusätzlich sind Zentralschlösser im Gegensatz zu Einheitsschlüsselwerken an den jeweiligen Einsatzzweck angepasste Einzelanfertigungen und nicht ohne spanende Bearbeitung zu ändern.
Zentralschlösser sind in Österreich nach wie vor in großen Stückzahlen in Einsatz.

### Trommelschlüsselwerk (Österreich)
Das Trommelschlüsselwerk wurde in Österreich erstmals 1931 eingesetzt und diente zum einen als vorübergehender Ersatz von aufgrund Bauarbeiten außer Betrieb gesetzten Stellwerken, zum anderen aber auch für die dauerhafte Sicherung von Bahnhöfen mit ortsbedienten schlüsselabhängigen Weichen.
Der Aufbau unterscheidet sich deutlich von den konventionellen Schlüsselwerken. Die Verschlussstücke sind hier auf zwei drehbaren Walzen untergebracht. Die Fahrstraße wird dabei durch Drehen an der Walze ausgewählt, in einem Schaufenster werden die Bezeichnung der Fahrstraße sowie die für die Einstellung benötigten Weichenschlüssel angezeigt. Falls alle benötigten Schlüssel eingesperrt sind, kann die Walze anschließend um 12 mm nach innen verschoben werden. Durch die Verschiebung werden dann ein oder mehrere Signalschlüssel freigegeben. Im Gegensatz zu den Fahrstraßenschlüsseln des Zentralschlosses kann dabei ein Signalschlüssel von mehreren verschiedenen Fahrstraßen freigegeben werden.
In einem Trommelschlüsselwerk können bis zu 10 Signalschlüssel von bis zu 20 Weichenschlüsseln abhängig gemacht werden. Pro Walze sind dabei 6 Fahrstraßen, insgesamt also 12 Fahrstraßen möglich. Außerdem kann das Schlüsselwerk über darauf aufgesetzte Felderblockfelder von anderen Stellwerken oder Schlüsselwerken des Bahnhofs abhängig gemacht werden.
Durch die besonders kompakte Bauweise ist das Trommelschlüsselwerk darüber hinaus leicht transportierbar und kann problemlos im Dienstraum des Weichenwärters aufgestellt werden.
Von den Trommelschlüsselwerken sind in Österreich nur noch wenige Exemplare in Betrieb.